# Hugo Castro
Hugo Castro (Buenos Aires, Argentina; 1 de septiembre de 1955 - Id; 21 de junio de 2016) Actor y poeta argentino de extensa trayectoria en los medios teatrales y audiovisuales. 

## Carrera
Destacado actor en cine, teatro y televisión, Hugo Castro se formó  profesionalmente con Augusto Fernandes, Jorge Álvarez, Alejandro O'Connor y Laura Yusen, entre otros maestros.
En la pantalla grande debutó en  Todo o nada en 1984, secundando a Julio De Grazia, Silvia Montanari y Adrián "Facha" Martel. También participó en las películas Gatica, el Mono (1993) de Leonardo Favio, con Edgardo Nieva y Héroes y demonios (1999) con Pablo Echarri y Andrea Pietra. En el 2007 en la comedia Incorregibles, protagonizada por Dady Brieva y Guillermo Francella, en el rol del jefe de los matones.
En la televisión tuvo un gran espacio, siempre con roles secundarios no, en decenas de ficciones ya fuese de tonos policiales como Mujeres Asesinas, Primicias y 099  Central, comedias para la familia como ¡Grande, Pa!, Amigos son los amigos, Brigada Cola y Gasoleros, Como pan caliente o telenovelas románticas, dramáticas y de aventura como La extraña dama, Cosecharás tu siembra Más allá del horizonte y Padre Coraje, entre otras. Uno de sus personajes más conocidos fue el de Miguelón en Tu mundo y el mío.
En teatro hizo obras serias, comedias y destacó su trabajo en Teatro x la Identidad y en espectáculos infantiles como El Zorro y el tesoro de la montaña azul, que estrenó junto a Pamela David y Nicolás Acosta.
Trabajó en numerosas publicidades como la del rol de un quiosquero en una propaganda de cigarrillos con el texto de  ¿Vos también sacaste el pasaporte?, y la de "Hijo" de Fabián Bielinsky para Sanyo en 2003 .

## Fallecimiento
Hugo Castro falleció el martes 21 de junio de 2016 a los 60 años.

## Filmografía
- 1984: Todo o nada.
- 1993: Gatica, el Mono .
- 1999: Héroes y demonios.
- 2007: Incorregibles.

## Televisión
- 1983: Aprender a vivir.
- 1986: Dos para una mentira como Ángel.
- 1986: Dar el alma.
- 1987: Tu mundo y el mío como Miguelón.
- 1989: La extraña dama como Luciano.
- 1990: Di Maggio.
- 1991/1992: Cosecharás tu siembra, Como Turi.
- 1992: El precio del poder
- 1993: ¡Grande, Pa!.
- 1993: Amigos son los amigos.
- 1993: Alta comedia.
- 1992/1994: Brigada Cola.
- 1994: Más allá del horizonte como Benito.
- 1994: Con alma de tango.
- 1994: Marco el candidato.
- 1996: Como pan caliente, como Áxel.
- 1998: Gasoleros
- 2000: Primicias.
- 2002: 099  Central.
- 2004: Padre Coraje
- 2006: Mujeres asesinas

## Teatro
Como actor:
- Fronterizos
- Un guapo del 900
- El señor Galíndez
- Cuidado con la parada
- Arsénico y encaje antiguo
- Guayaquil
- Esperando al zurdo
- El general de los recuerdos
- Para el aplauso final
- El conventillo de la paloma
- Extraño juguete
- Miopes
- Del estómago bien, gracias
- Los guiños de Dios.
- La tercera posición nunca existió
- Para el aplauso final
- El Zorro y la montaña de oro azul, dirigida por Roberto Antier.[4]

Como director:
- Delicia, la que formó parte del ciclo Teatro x la Justicia 2010.